# Liste der Bodendenkmale in Boitzenburger Land
In der Liste der Bodendenkmale in Boitzenburger Land sind alle Bodendenkmale der brandenburgischen Gemeinde Boitzenburger Land und ihrer Ortsteile aufgelistet. Grundlage ist die Veröffentlichung der Landesdenkmalliste mit dem Stand vom 31. Dezember 2020.
Die Baudenkmale sind in der Liste der Baudenkmale in Boitzenburger Land aufgeführt.

## Bodendenkmale
| Gemarkung             | Flur    | Kurzansprache | Bodendenkmalnummer | Bemerkung | Bild |
| --------------------- | ------- | --- | ------------------ | --------- | ---- |
| Boitzenburg (Lage)    | 11      | Schloss Neuzeit, Einzelfund deutsches Mittelalter | 140200             |           |      |
| Boitzenburg (Lage)    | 6, 11   | Altstadt deutsches Mittelalter, Altstadt Neuzeit, Friedhof Neuzeit                                                                                               | 140891             |           |      |
| Boitzenburg (Lage)    | 4, 6    | Produktionsstätte deutsches Mittelalter, Produktionsstätte Neuzeit, Mühle Neuzeit, Kloster deutsches Mittelalter, Kloster Neuzeit, Wüstung deutsches Mittelalter | 141122             |           |      |
| Buchenhain (Lage)     | 1       | Hügelgrab | 140069             |           |      |
| Buchenhain (Lage)     | 6       | Gräberfeld Eisenzeit | 140070             |           |      |
| Buchenhain (Lage)     | 8       | Kirche deutsches Mittelalter | 140071             |           |      |
| Buchenhain (Lage)     | 5, 6, 9 | Landwehr deutsches Mittelalter | 140072             |           |      |
| Funkenhagen (Lage)    | 10      | Produktionsstätte Neuzeit | 140610             |           |      |
| Haßleben (Lage)       | 1       | Friedhof Neuzeit | 140491             |           |      |
| Lychen, Warthe (Lage) | 27, 1   | Siedlung slawisches Mittelalter, Dorfkern deutsches Mittelalter                                                                                                  | 140676             |           |      |
| Wichmannsdorf (Lage)  | 3, 4    | Siedlung deutsches Mittelalter, Kirche deutsches Mittelalter | 140492             |           |      |